# 남부 지방 (브라질)

남부 지방의 위치

남부 지방(브라질 포르투갈어: Região Sul do Brasil)은 브라질의 지방 가운데 하나로 브라질 남부 지방을 가리킨다. 면적은 57만 6,409.6km2, 인구는 29,016,114 명(2010년 기준)이며 브라질 전체 면적의 6.76%를 차지한다. 파라나 주, 히우그란지두술주, 산타카타리나주가 이 지방에 위치한다. 이 지역은 브라질에서 방문하기에 가장 안전한 지역으로 간주되며, 다른 지역보다 범죄율이 낮다.

## 역사

### 콜럼버스 이전 역사
최초의 유럽 탐험가들이 도착했을 때 브라질 남부의 모든 지역에는 반(半)유목 수렵 채집 원주민 부족이 거주하고 있었다. 그들은 사냥, 낚시, 채집 등으로 생활을 연명하였다.

### 포르투갈의 침략
브라질 남부의 유럽 식민화는 포르투갈과 스페인의 예수회 선교사들이 도착하면서 시작되었다.

### 독일인의 이주
최초의 독일 이민자들은 1822년 포르투갈로부터 브라질이 독립한 직후 브라질에 왔다.

### 이탈리아인의 이주
이탈리아 이민자들은 1875년에 브라질에 도착하기 시작하였다. 그들은 대부분 경제적 기회와 자신의 땅을 얻을 수 있는 기회를 위해 남부 브라질로 끌린 이탈리아 북부에서 온 소작농이었다. 
1898년 시점에서 히우그란지두술주에 30만명, 산타카타리나주에 5만명, 파라나주에 3만명의 이탈리아계 주민이 있었다. 오늘날 남부 지역의 35.9%에 해당하는 970만 명이 이탈리아인의 후손이다.

## 주민
브라질의 타 지방에 비해 백인 비율이 높다. 1822년 브라질 독립 이후, 19세기와 20세기 초반에 브라질 남부인 술 지방으로의 포르투갈인, 스페인인, 독일인, 오스트리아인, 룩셈부르크인, 폴란드인, 우크라이나인, 네덜란드인, 러시아인 등의 유럽인 이주가 있었다.

## 기후
브라질 남부는 아열대 또는 온대 기후이다. 연평균 기온은 12°C(53.6°F)에서 22°C(71.6°F) 사이에 해당된다. 높은 고산지대의 산맥에는 브라질에서는 흔하지 않게 눈이 내리는 경우가 있다.

## 같이 보기
- 가우초
- 독일계 브라질인